# Crataegus iracunda
Crataegus iracunda es una especie de planta del género Crataegus, perteneciente a la familia Rosaceae.

## Taxonomía
Crataegus iracunda fue descrita por Chauncey Delos Beadle en 1902.

## Distribución
Se encuentra en el territorio sudeste de Estados Unidos.